# Kosse (Texas)
Kosse es un pueblo ubicado en el condado de Limestone en el estado estadounidense de Texas. En el Censo de 2010 tenía una población de 464 habitantes y una densidad poblacional de 137,81 personas por km².

## Geografía
Kosse se encuentra ubicado en las coordenadas 31°18′27″N 96°37′46″O / 31.30750, -96.62944. Según la Oficina del Censo de los Estados Unidos, Kosse tiene una superficie total de 3.37 km², de la cual 3.34 km² corresponden a tierra firme y (0.77%) 0.03 km² es agua.

## Demografía
Según el censo de 2010, había 464 personas residiendo en Kosse. La densidad de población era de 137,81 hab./km². De los 464 habitantes, Kosse estaba compuesto por el 83.84% blancos, el 10.78% eran afroamericanos, el 0.43% eran amerindios, el 0.43% eran asiáticos, el 0% eran isleños del Pacífico, el 1.08% eran de otras razas y el 3.45% pertenecían a dos o más razas. Del total de la población el 8.84% eran hispanos o latinos de cualquier raza.